# Uloborus krishnae
Uloborus krishnae är en spindelart som beskrevs av Benoy Krishna Tikader 1970. Uloborus krishnae ingår i släktet Uloborus och familjen krusnätsspindlar. Inga underarter finns listade i Catalogue of Life.